# Kavalier (Festungsbau)

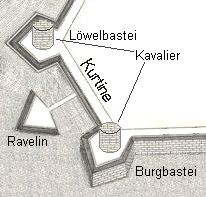
Kavaliere in Form von Rundtürmen der historischen Stadtmauer von Wien. 1548–1872.

Ein Kavalier, auch Katze (z. B. Bastions- bzw. Kurtinenkatze) genannt, ist eine Geschützstellung, welche die benachbarten Werke deutlich überragt zur besseren Beherrschung des Vorgeländes oder der Vorwerke an taktischen Schwerpunkten. Kavaliere sind ab dem späten 16. Jahrhundert meist auf Bastionen errichtet. Sie sind in der Regel so angelegt, dass von ihnen und dem Hauptwall aus Etagenfeuer gegeben werden konnte. In der Neuen Deutschen Befestigung auch Bezeichnung für Defensivkasernen hinter Frontwinkeln, die eine den Wall überhöhende Stellung obenauf haben (Beispiel: Ingolstadt).

## Vorkommen

### Feste Stadt

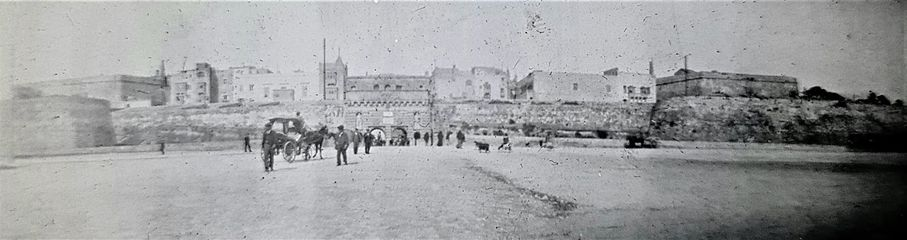
F.D.Edmunds, Valletta King's Gate. Links und rechts im Bild über den Bastionen zwei gewaltige Kavaliere: St. John’s Cavalier (links) und St. James Cavalier (rechts).

Für die Errichtung einer „Katze“ als eine mittelalterliche Verteidigungsanlage im Mauerkranz der Stadtmauer wurde aus dem geraden Verlauf der Stadtmauer an den jeweiligen Ecken der Stadt eine bestimmte Fläche auf der Innenseite bis zur Mauerkrone mit Erdreich erhöht. Gleichzeitig bekam die Stadtmauer einen Vorsprung (Flankierung zu den Seiten). Flächenmaße einer solchen Katze sind nicht nachlesbar, von ca. 200 m² kann ausgegangen werden. Aber grundsätzlich hatte nicht jede Stadt, die von einem mittelalterlichen Bering (Stadtmauer) umgeben war, solche Katzen.
Nach dem Umbau oder Ausbau einer „Festen Stadt“ zu einer „Festung“ sah es mit den Katzen ganz anders aus. In der Definition steht „Bastionen oder Kurtinen Katze“. Das sind Begriffe aus der Festungsterminologie. In der mittelalterlichen „Festen Stadt“ gab es keine Bastionen oder Kurtinen im neuzeitlichen Sinn (ab etwa 1500), folglich auch keine „Bastions- oder Kurtinenkatzen“.

### Bastion

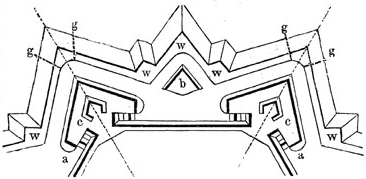
Idealtypische Bastionärbefestigung in neuitalienischer Manier, 2. Hälfte des 16. Jahrhunderts. (c) Kavalier

Auf eine fertiggestellte Bastion, im Rahmen einer bastionierten Front, kam obendrauf noch mal ein Bauwerk, die Bastionskatze (im Bild Buchstabe c). Die Flächenausdehnung einer Bastionskatze sowie auch der Bastion war genormt. Die Normwerte beziehen sich auf die entsprechende Baumanier. Das heißt: Wenn Platz genug vorhanden war, wurde nach den „regulären“ Manieren gebaut, also mit festen Längen-, Breiten- und Höhenangaben. „Irreguläre“ Festungen der jeweiligen Baumanier hatten für die Bastionskatze eine Fläche von ca. 300 m². Irregulär heißt: so wie die Topographie es vorgab. Es musste kleiner gebaut werden unter Einbehaltung (so weit wie möglich) der regulär vorgegebenen Maße. Nach der gültigen französischen Festungssprache wäre der richtige Begriff für eine Bastionskatze dann der „Kavalier“. Der „Kavalier“ ist folglich eine richtige Katze. Unterschiede beziehen sich auf die vielfältige Baumanier einer Festung (neuitalienisch, alt- und neuniederländisch, preußisch als die entsprechenden Grundbaumanieren).